# 庆云山街道
庆云山街道，是中华人民共和国湖南省益阳市沅江市下辖的一个乡镇级行政单位。

## 行政区划
庆云山街道下辖以下地区：
和平社区、义和社区、庆云山社区、书院社区、大桥社区、湘北社区和白泥湖村。